# Billingehov
Billingehov är en ishall i Skövde och hallen är hemmais för Skövde IK. Billingehov byggdes 1983-1984 och invigdes i augusti 1984. Hallen är placerad mitt i Lillegårdens idrottsområde, med flera fotbollsplaner samt basebollplan och tennishall. Sedan 2011 diskuteras bygget av en ny ishall i anslutning till den existerande hallen. Den nya hallen är främst tänkt som träningshall, då den existerande är under hårt bokningstryck.
Publikkapaciteten är 3 400 varav 1 117 är sittplatser.
Förutom ishockey kan hallen användas för handbollsmatcher (IFK Skövde spelade många av de större matcherna här innan Arena Skövde byggdes), konståkning, konserter och mässor.